# Wilhelm Schmidt (ingenjör)
Wilhelm Schmidt, född 18 februari 1858, död 16 februari 1924 i Bielefeld i Tyskland, var en tysk ingenjör och uppfinnare. Han gjorde banbrytande insatser beträffande överhettad ånga av betydelse för att öka verkningsgraden i ångmaskiner.

## Utbildning
Wilhelm Schmidt var son till sädeshandlaren och skomakaren Wilhelm Christoph (1831–1898) och Johanna Friederike Meyer (1836–1910). Han utbildade sig till låssmed. Han var dyslektiker och hade ett stort intresse för teckning och mekaniska anordningar.
År 1875 vandrade han runt i Tyskland som gesäll och vistades i bland andra Berlin, Dresden, Halle, Hamburg, Leipzig och München. Han införskaffade under denna period kunskap inom många tekniska områden. Efter tre år blev han lärling på ett företag i Dresden. Där träffade han målaren Adolph Erhardt (1813–1899), som undervisade vid Dresdens konstakademi. Erhardt lade märke till William Schmidts talang och rekommenderade honom till professorerna Gustav Zeuner och Leonidas Lewicki (1840-1907) vid Königlich Sächsisches Polytechnikum. Han genomförde 1878–1880 militärtjänst och använde sin fritid för självstudier med hjälp av läroböcker från högskolans bibliotek.
Under militärtiden experimenterade han med överhettad ånga för att öka verkningsgraden i ångmaskiner. Resultaten väckte intresse både bland professorerna och  inom militären. Han tog också ut sitt första patent på en roterande ångmaskin, av vilken ett exemplar tillverkades av tekniska högskolan i Dresden.

## Arbete och verk
Etter en kortvarig anställning som praktikant på Sächsischen Maschinenfabrik vormals Richard Hartmann i Chemnitz, fick Schmidt nytt arbete i Maschinenfabrik M. Erhardts tekniska kontor i Wolfenbüttel, där han fick möjlighet att experimentera med ångmaskiner som utnyttjade överhettad ånga.
År 1883 påbörjade Schmidt en yrkesbana som fristående ingenjör. Han arbetade med en högtrycksångmaskin. Hans idéer förverkligades i en kompoundångmaskin från Herzogliche Anhaltinische Maschinenbau AG i Bernburg.

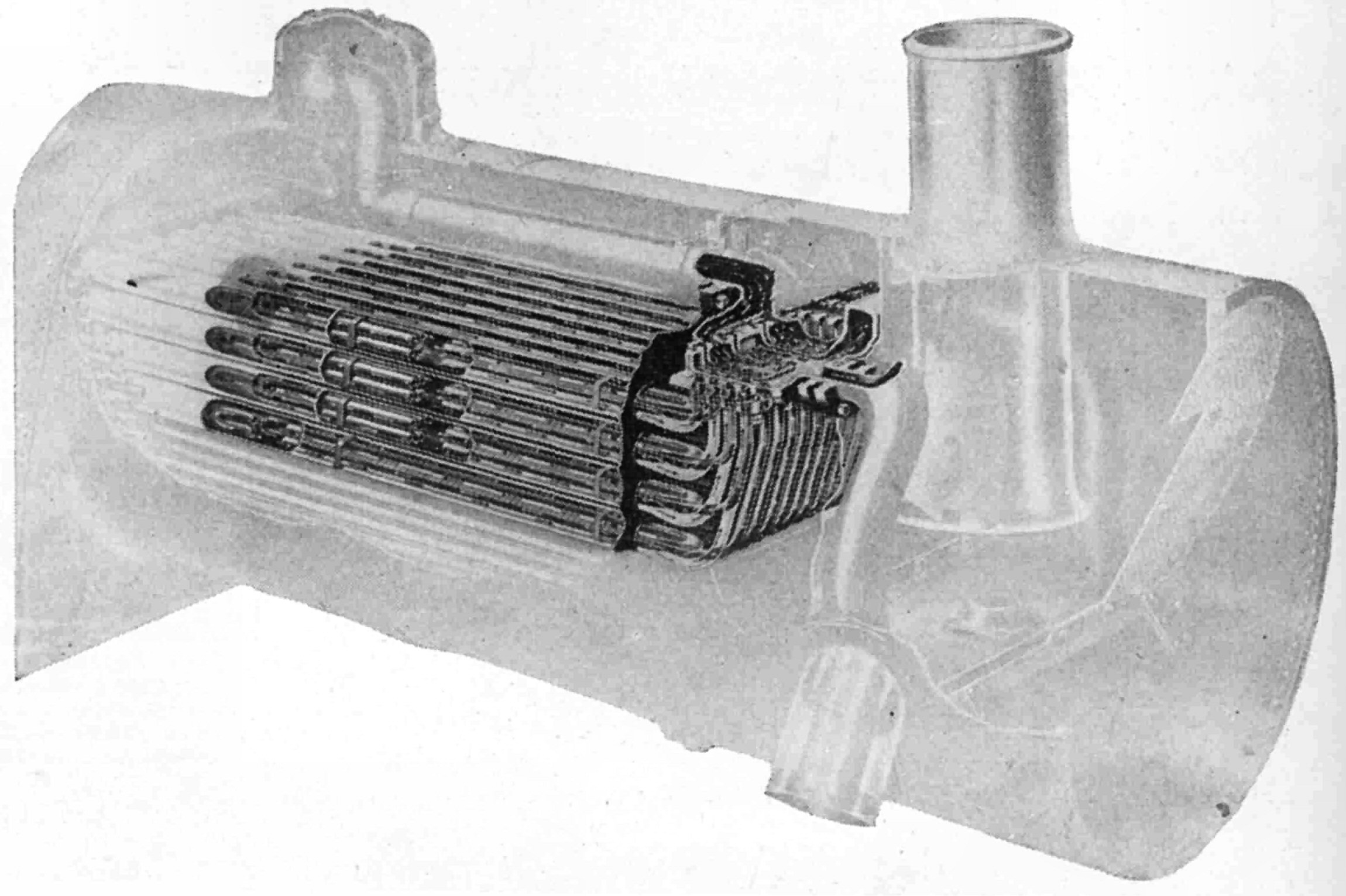
Överhettare inmonterad i rökrören i ångpannan på ett ånglok. Ångan uppnår hög temperatur när den varma rökgasen leds runt de ångrör som utgör upphettaren. Efter det att ångan har passerat överhettaren, leds den vidare till cylindrarna på sidan av lokomotivet.

År 1885 konstruerade Schmidt en ångmaskin med överhettare. Den arbetade med 60 atmosfärers tryck i stället för det vanligare 12 atmosfärer. Han sålde en licens till det danska företaget Blohm & Voss, som installerade en maskin av denna typ på 1.000 hk i fartyget S/S Elida. Det visade sig dock att konceptet inte var tillräckligt modernt. Han arbetade därför vidare med konstruktion av mindre ångmaskiner. År 1892 tog han åter upp konceptet överhettad ånga och utvecklade en ångmaskin för en ångtemperatur på 350 °C. År 1894 byggdes den första kompoundångmaskinen med en effekt på 60 hk. Dessförinnan var våtånglok det vanliga. 
Schmidt etablerade tillsammans med ingenjören Carl Jacobi och säljaren Hermann Opitz ett kommanditbolag för att vidareutveckla ångteknologi med högt tryck och hög temperatur. Men efter en tid drog sig Schmidt ut ur bolaget på grund av oenigheter. Han fick med sig rättigheterna till bland annat en överhettare till ett nytt företag. Han fick råd om att konstruera ångmaskiner för icke-stationär användning och 1898 byggdes det första ångloket med överhettare av AG Vulcan Stettin i dåvarande Stettin. Detta lok såldes till Preussische Staatseisenbahnen. År 1902 introducerade han den så kallade "rökrörsöverhettaren", där ångan leds genom rör, längs vilka rökgasen från förbränningen i ångpannan passerar.
De tyska investerarnas intresse var svagt i början, då Schmidt vare sig var etablerad eller känd. Däremot bildades flera företag i Storbritannien, vilka slogs samman 1904 i Schmidt's Superheating Co. Ltd.
Företagen växte, men efter första världskriget ledde Versaillestraktaten 1919 till att Schmidts företag fråntogs alla utländska verksamheter och licensrättigheter. Firman vidareutvecklade ångteknologin för nya användningsområden, bland annat för valsverk och för fartyg. År 1925 fanns 125.000 ånglok som använde Schmidts överhettare. Han ägde 1.200 utländska patent.